# Javolen Prisk
Javolen Prisk (lat. Iavolenus Priscus) bio je rimski pravnik iz prve polovine II veka nove ere. Obavljao je visoke vojne i civilne funkcije u Dalmaciji, Britaniji i Germaniji.Napisao je više dela, uglavnom komentara spisa ranijih pravnika i delo Epistulae u 14 knjiga, koje je dosta korišeno u pripremi Digesta.
Ostao je poznat po izreci: Omni definitio in iure civili periculosae est (Svako definisanje u građanskom pravu može biti opasno). Naime, smatrao je da nijedna definicija nije savršena i da se svaka može osporiti.